# Tetrapterys rhodopteron
Tetrapterys rhodopteron är en tvåhjärtbladig växtart som beskrevs av Daniel Oliver. Tetrapterys rhodopteron ingår i släktet Tetrapterys och familjen Malpighiaceae. Inga underarter finns listade i Catalogue of Life.